# Johannes Thingnes Bø
Johannes Thingnes Bø (Stryn, 16 maggio 1993) è un ex biatleta norvegese, tra i più vittoriosi nella storia della disciplina.
Nel suo palmarès figurano cinque titoli olimpici, ventitré titoli iridati, cinque Coppe del Mondo generali e tredici di specialità.

## Biografia

### Stagioni 2011-2014
Johannes Thingnes Bø, fratello di Tarjei (a sua volta biatleta) e attivo dalla stagione 2010-2011, ai Mondiali juniores di Kontiolahti 2012 ha vinto la medaglia d'oro nella staffetta; ha esordito in Coppa del Mondo il 20 gennaio 2013 ad Anterselva in staffetta (9º) e ai successivi Mondiali juniores di Obertilliach 2013 ha conquistato la medaglia d'oro nell'inseguimento e nella staffetta e quella d'argento nella sprint.
Ha ottenuto la prima vittoria, nonché primo podio, in Coppa del Mondo il 14 dicembre 2013 ad Annecy Le Grand-Bornand in sprint e ai successivi XXII Giochi olimpici invernali di Soči 2014, suo esordio olimpico, si è classificato 11º nell'individuale, 54º nella sprint, 32º nell'inseguimento, 8º nella partenza in linea e 3º nella staffetta; al termine di quella stagione 2013-2014 in Coppa del Mondo è risultato 3º sia nella classifica generale sia in quella della Coppa del Mondo di sprint.

### Stagioni 2015-2018
Ai Mondiali di Kontiolahti 2015, suo esordio iridato, ha vinto la medaglia d'oro d'oro nella sprint, quella d'argento nella staffetta, quella di bronzo nella staffetta mista e si è piazzato 7º nell'individuale, 31º nell'inseguimento e 6º nella partenza in linea; l'anno dopo ai Mondiali di Oslo 2016 ha conquistato la medaglia d'oro nella partenza in linea e nella steaffetta, quella di bronzo nella staffetta mista ed è stato 4º sia nell'individuale, sia nella sprint sia nell'inseguimento. Ai Mondiali di Hochfilzen 2017 ha vinto tre medaglie d'argento, nella sprint, nell'inseguimento e nella partenza in linea, e si è classificato 8º sia nell'individuale, sia nella staffetta sia nella staffetta mista; al termine di quella stagione 2016-2017 in Coppa del Mondo si è piazzato nuovamente 3º nella classifica generale.
Ai XXIII Giochi olimpici invernali di Pyeongchang 2018 ha conquistato la medaglia d'oro nell'individuale, quella d'argento nella staffetta e nella staffetta mista ed è stato 31º nella sprint, 21º nell'inseguimento e 16º nella partenza in linea; al termine di quella stagione 2017-2018 ha vinto la Coppa del Mondo di individuale (a pari merito con Martin Fourcade) e si è piazzato 2º sia nella classifica generale, sia in quelle di sprint, di inseguimento e di partenza in linea, in tutte sopravanzato da Fourcade.

### Stagioni 2019-2020

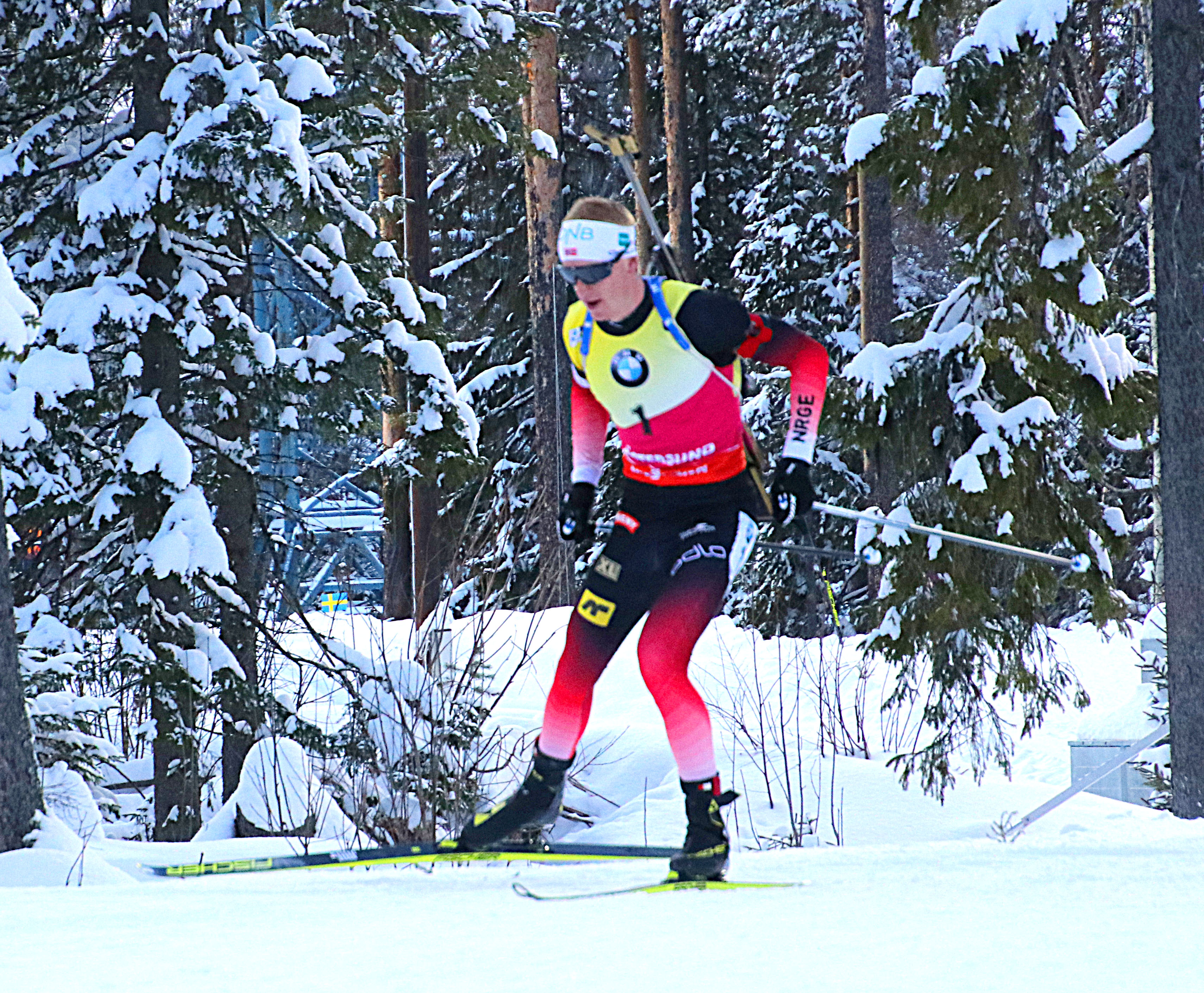
Johannes Thingnes Bø in gara ai Mondiali di Östersund 2019

Ai Mondiali di Östersund 2019 ha vinto la medaglia d'oro nella sprint, nella staffetta, nella staffetta mista e nella staffetta mista individuale, quella d'argento nell'inseguimento ed è stato 9º nell'individuale e 13º nella partenza in linea; in quella stagione 2018-2019 ha conquistato la sua prima Coppa del Mondo generale (sopravanzando Aleksandr Loginov di 408 punti) e tutte le Coppe di specialità assegnate (individuale, sprint, inseguimento e partenza in linea): nel corso della stagione ha vinto 16 gare individuali, 3 staffette e 2 gare a squadre miste.
Ai Mondiali di Anterselva 2020 ha vinto la medaglia d'oro nella partenza in linea, nella staffetta mista e nella staffetta mista individuale, quella d'argento nell'individuale, nell'inseguimento e nella staffetta e si è classificato 5º nella sprint; in quella stagione 2019-2020 in Coppa del Mondo, pur avendo nel mese di gennaio saltato le tappe di Oberhof e Ruhpolding per la nascita del primo figlio, è riuscito a conquistare per la seconda volta consecutiva la Coppa del Mondo generale (superando Fourcade di 2 punti) e quella di partenza in linea e a piazzarsi 2º nelle classifica di individuale e 3º in quella di sprint.

### Stagioni 2021-2023
Ai Mondiali di Pokljuka 2021 ha vinto la medaglia d'oro nella staffetta e nella staffetta mista, quella d'argento nella staffetta mista individuale e quella di bronzo nell'inseguimento, sua unica medaglia a livello individuale: nell'individuale e nella sprint è stato 5º e nella partenza in linea 8º. In quella stagione 2020-2021 si è aggiudicato la Coppa del Mondo generale per la terza volta di fila (superando Sturla Holm Lægreid di 13 punti), quella di specialità nella sprint e si è classificato 2º in quelle di individuale, inseguimento e partenza in linea. L'anno dopo ai XXIV Giochi olimpici invernali di Pechino 2022, sua ultima presenza olimpica, si è aggiudicato cinque medaglie su sei gare disputate: quattro ori (nella sprint, nella partenza in linea, nella staffetta e nella staffetta mista) e un bronzo (nell'individuale), ottenendo inoltre il 5º posto nell'inseguimento; in quella stagione 2021-2022 in Coppa del Mondo ha ottenuto invece il suo peggior piazzamento dopo la stagione d'esordio, chiudendo 13º nella classifica generale.

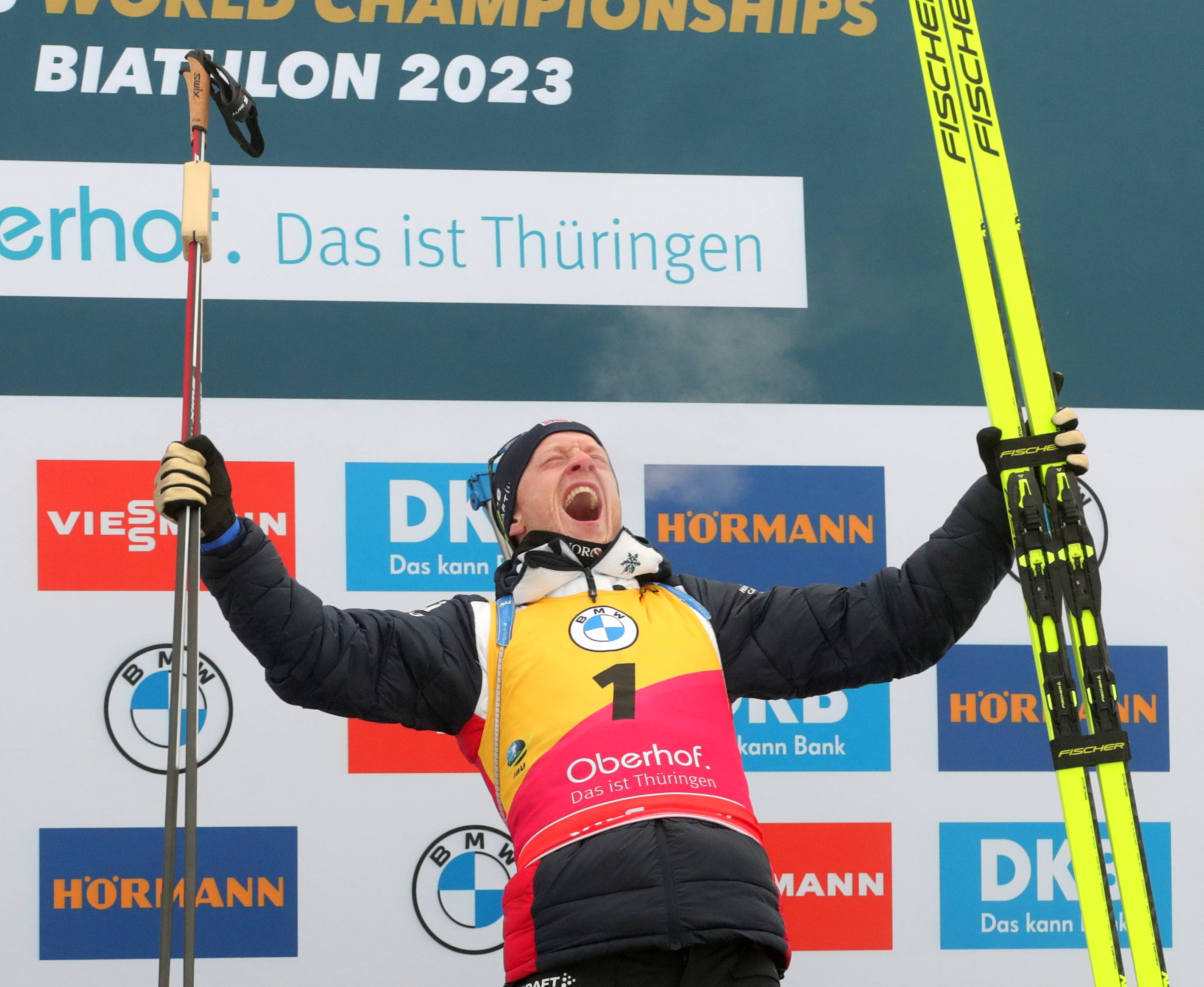
Johannes Thingnes Bø sul podio della sprint dei Mondiali di Oberhof 2023

Ai Mondiali di Oberhof 2023 ha vinto sette medaglie, una in ognuna delle gare in programma: cinque d'oro (individuale, sprint, inseguimento, staffetta mista e staffetta mista individuale), un d'argento (staffetta) e una di bronzo (partenza in linea). In quella stessa stagione 2022-2023 ha vinto per la quarta volta la Coppa del Mondo assoluta (con 491 punti di vantaggio su Lægreid), la terza Coppa del Mondo di sprint e la seconda Coppa del Mondo di inseguimento, oltre a piazzarsi 2º in quella di partenza in linea.

### Stagioni 2024-2025
Anche ai Mondiali di Nové Město na Moravě 2024 ha vinto sette medaglie in sette gare: l'oro nell'individuale, nell'inseguimento e nella partenza in linea, l'argento nella sprint, nella staffetta e nella staffetta mista e il bronzo nella staffetta mista individuale; in quella stessa stagione 2023-2024 si è aggiudicato per la quinta volta la Coppa del Mondo generale (con 182 punti di margine sul fratello Tarjei), nonché per terza volta la Coppa del Mondo di individuale, quella di inseguimento e quella di partenza in linea, oltre a piazzarsi 2º in quella di sprint.
Ai Mondiali di Lenzerheide 2025, sua ultima presenza iridata, ha vinto la medaglia d'oro nella sprint, nell'inseguimento e nella staffetta, quella d'argento nella staffetta mista individuale, quella di bronzo nella partenza in linea e si è classificato 20º nell'individuale e 4º nella staffetta mista; si è ritirato al termine di quella stessa stagione 2024-2025, nella quale si è aggiudicato per la quarta volta la Coppa del Mondo di sprint ed è stato 2º nelle classifiche generale (superato da Lægreid di 118 punti) e di inseguimento. Ha disputato le sue ultime gare in carriera in occasione della tappa finale della Coppa del Mondo, a Oslo Holmenkollen, dove ha ottenuto l'ultima vittoria (il 21 marzo in sprint), l'ultimo podio (il 22 marzo in inseguimento, 2º) e ha preso per l'ultima volta il via nella partenza in linea del 23 marzo (7º).

## Palmarès

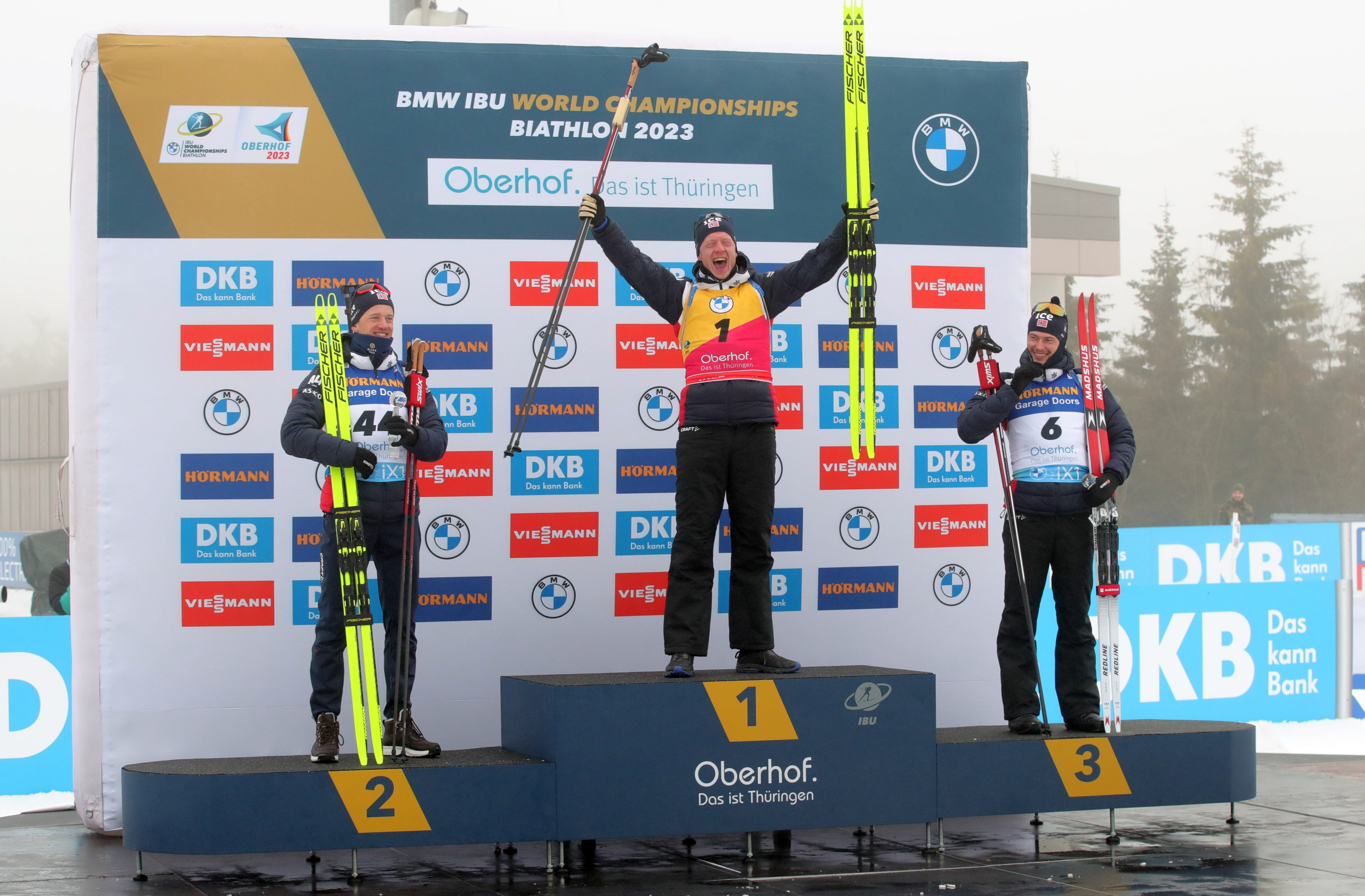
Johannes Thingnes Bø (oro, al centro) sul podio della sprint dei Mondiali di Oberhof 2023 con il fratello Tarjei (argento, a sinistra) e Sturla Holm Lægreid (bronzo, a destra)

### Olimpiadi
- 8 medaglie:
  - 5 ori (individuale a Pyeongchang 2018; sprint, partenza in linea, staffetta mista, staffetta a Pechino 2022)
  - 2 argenti (staffetta, staffetta mista a Pyeongchang 2018)
  - 1 bronzo (individuale a Pechino 2022)

### Mondiali
- 43 medaglie:
  - 23 ori (sprint[4] a Kontiolahti 2015; partenza in linea[4], staffetta[4] a Oslo Holmenkollen 2016; sprint[4], staffetta[4], staffetta mista[4], staffetta mista individuale[4] a Östersund 2019; partenza in linea[4], staffetta mista[4], staffetta mista individuale[4] ad Anterselva 2020; staffetta[4], staffetta mista[4] a Pokljuka 2021; individuale, sprint, inseguimento, staffetta mista, staffetta mista individuale a Oberhof 2023; individuale, inseguimento, partenza in linea a Nové Město na Moravě 2024; sprint, inseguimento, staffetta a Lenzerheide 2025)
  - 14 argenti (staffetta[4] a Kontiolahti 2015; sprint[4], inseguimento[4], partenza in linea[4] a Hochfilzen 2017; inseguimento[4] a Östersund 2019; individuale[4], inseguimento[4], staffetta[4] ad Anterselva 2020; staffetta mista individuale[4] a Pokljuka 2021; staffetta a Oberhof 2023; sprint, staffetta, staffetta mista a Nové Město na Moravě 2024; staffetta mista individuale a Lenzerheide 2025)
  - 6 bronzi (staffetta mista[4] a Kontiolahti 2015; staffetta mista[4] a Oslo 2016; inseguimento[4] a Pokljuka 2021; partenza in linea a Oberhof 2023; staffetta mista individuale a Nové Město na Moravě 2024; partenza in linea a Lenzerheide 2025)

### Mondiali juniores
- 4 medaglie:
  - 3 ori (staffetta a Kontiolahti 2012; inseguimento, staffetta a Obertilliach 2013)
  - 1 argento (sprint a Obertilliach 2013)

### Coppa del Mondo
- Vincitore della Coppa del Mondo nel 2019, nel 2020, nel 2021, nel 2023 e nel 2024
- Vincitore della Coppa del Mondo di individuale nel 2018, nel 2019 e nel 2024
- Vincitore della Coppa del Mondo di sprint nel 2019, nel 2021, nel 2023 e nel 2025
- Vincitore della Coppa del Mondo di inseguimento nel 2019, nel 2023 e nel 2024
- Vincitore della Coppa del Mondo di partenza in linea nel 2019, nel 2020 e nel 2024
- 168 podi (116 individuali, 52 a squadre), oltre a quelli ottenuti in sede iridata e validi anche ai fini della Coppa del Mondo:
  - 106 vittorie (76 individuali, 30 a squadre)
  - 32 secondi posti (19 individuali, 13 a squadre)
  - 30 terzi posti (21 individuali, 9 a squadre)

#### Coppa del Mondo - vittorie
| Data             | Località                | Nazione     | Spec.                                                                           |
| ---------------- | ----------------------- | ----------- | ------------------------------------------------------------------------------- |
| 14 dicembre 2013 | Annecy Le Grand-Bornand | Francia     | SP                                                                              |
| 15 dicembre 2013 | Annecy Le Grand-Bornand | Francia     | PU                                                                              |
| 13 marzo 2014    | Kontiolahti             | Finlandia   | SP                                                                              |
| 15 marzo 2014    | Kontiolahti             | Finlandia   | SP                                                                              |
| 16 marzo 2014    | Kontiolahti             | Finlandia   | PU                                                                              |
| 12 dicembre 2014 | Hochfilzen              | Austria     | SP                                                                              |
| 15 gennaio 2015  | Ruhpolding              | Germania    | RL (con Ole Einar Bjørndalen, Erlend Bjøntegaard ed Emil Hegle Svendsen)        |
| 17 gennaio 2015  | Ruhpolding              | Germania    | SP                                                                              |
| 25 gennaio 2015  | Anterselva              | Italia      | RL (con Ole Einar Bjørndalen, Tarjei Bø ed Emil Hegle Svendsen)                 |
| 6 febbraio 2015  | Nové Město na Moravě    | Rep. Ceca   | MX (con Fanny Horn, Tiril Eckhoff e Tarjei Bø)                                  |
| 29 novembre 2015 | Östersund               | Svezia      | MX (con Fanny Horn, Tiril Eckhoff e Tarjei Bø)                                  |
| 8 gennaio 2016   | Ruhpolding              | Germania    | SP                                                                              |
| 15 gennaio 2016  | Ruhpolding              | Germania    | RL (con Ole Einar Bjørndalen, Tarjei Bø ed Emil Hegle Svendsen)                 |
| 11 febbraio 2016 | Presque Isle            | Stati Uniti | SP                                                                              |
| 13 febbraio 2016 | Presque Isle            | Stati Uniti | RL (con Lars Helge Birkeland, Erlend Bjøntegaard e Tarjei Bø)                   |
| 27 novembre 2016 | Östersund               | Svezia      | MX (con Marte Olsbu Røiseland, Fanny Horn e Ole Einar Bjørndalen)               |
| 22 gennaio 2017  | Anterselva              | Italia      | MS                                                                              |
| 17 marzo 2017    | Oslo Holmenkollen       | Norvegia    | SP                                                                              |
| 26 novembre 2017 | Östersund               | Svezia      | MX (con Ingrid Landmark Tandrevold, Tiril Eckhoff ed Emil Hegle Svendsen)       |
| 30 novembre 2017 | Östersund               | Svezia      | IN                                                                              |
| 8 dicembre 2017  | Hochfilzen              | Austria     | SP                                                                              |
| 9 dicembre 2017  | Hochfilzen              | Austria     | PU                                                                              |
| 15 dicembre 2017 | Annecy Le Grand-Bornand | Francia     | SP                                                                              |
| 16 dicembre 2017 | Annecy Le Grand-Bornand | Francia     | PU                                                                              |
| 12 gennaio 2018  | Ruhpolding              | Germania    | RL (con Lars Helge Birkeland, Tarjei Bø ed Emil Hegle Svendsen)                 |
| 14 gennaio 2018  | Ruhpolding              | Germania    | MS                                                                              |
| 19 gennaio 2018  | Anterselva              | Italia      | SP                                                                              |
| 20 gennaio 2018  | Anterselva              | Italia      | PU                                                                              |
| 18 marzo 2018    | Oslo Holmenkollen       | Norvegia    | RL (con Lars Helge Birkeland, Henrik L'Abée-Lund e Tarjei Bø)                   |
| 7 dicembre 2018  | Pokljuka                | Slovenia    | SP                                                                              |
| 9 dicembre 2018  | Pokljuka                | Slovenia    | PU                                                                              |
| 14 dicembre 2018 | Hochfilzen              | Austria     | SP                                                                              |
| 20 dicembre 2018 | Nové Město na Moravě    | Rep. Ceca   | SP                                                                              |
| 22 dicembre 2018 | Nové Město na Moravě    | Rep. Ceca   | PU                                                                              |
| 23 dicembre 2018 | Nové Město na Moravě    | Rep. Ceca   | MS                                                                              |
| 12 gennaio 2019  | Oberhof                 | Germania    | PU                                                                              |
| 17 gennaio 2019  | Ruhpolding              | Germania    | SP                                                                              |
| 18 gennaio 2019  | Ruhpolding              | Germania    | RL (con Lars Helge Birkeland, Vetle Sjåstad Christiansen e Tarjei Bø)           |
| 20 gennaio 2019  | Ruhpolding              | Germania    | MS                                                                              |
| 25 gennaio 2019  | Anterselva              | Italia      | SP                                                                              |
| 26 gennaio 2019  | Anterselva              | Italia      | PU                                                                              |
| 7 febbraio 2019  | Canmore                 | Canada      | IN                                                                              |
| 8 febbraio 2019  | Canmore                 | Canada      | RL (con Lars Helge Birkeland, Vetle Sjåstad Christiansen e Erlend Bjøntegaard)  |
| 22 marzo 2019    | Oslo Holmenkollen       | Norvegia    | SP                                                                              |
| 23 marzo 2019    | Oslo Holmenkollen       | Norvegia    | PU                                                                              |
| 24 marzo 2019    | Oslo Holmenkollen       | Norvegia    | MS                                                                              |
| 1º dicembre 2019 | Östersund               | Svezia      | SP                                                                              |
| 7 dicembre 2019  | Östersund               | Svezia      | RL (con Johannes Dale, Erlend Bjøntegaard e Tarjei Bø)                          |
| 13 dicembre 2019 | Hochfilzen              | Austria     | SP                                                                              |
| 14 dicembre 2019 | Hochfilzen              | Austria     | PU                                                                              |
| 15 dicembre 2019 | Hochfilzen              | Austria     | RL (con Johannes Dale, Erlend Bjøntegaard e Tarjei Bø)                          |
| 21 dicembre 2019 | Annecy Le Grand-Bornand | Francia     | PU                                                                              |
| 22 dicembre 2019 | Annecy Le Grand-Bornand | Francia     | MS                                                                              |
| 23 gennaio 2020  | Pokljuka                | Slovenia    | IN                                                                              |
| 6 marzo 2020     | Nové Město na Moravě    | Rep. Ceca   | SP                                                                              |
| 7 marzo 2020     | Nové Město na Moravě    | Rep. Ceca   | RL (con Vetle Sjåstad Christiansen, Johannes Dale e Tarjei Bø)                  |
| 8 marzo 2020     | Nové Město na Moravě    | Rep. Ceca   | MS                                                                              |
| 12 marzo 2020    | Kontiolahti             | Finlandia   | SP                                                                              |
| 29 novembre 2020 | Kontiolahti             | Finlandia   | SP                                                                              |
| 6 dicembre 2020  | Kontiolahti             | Finlandia   | RL (con Sturla Holm Lægreid, Vetle Sjåstad Christiansen e Tarjei Bø)            |
| 8 gennaio 2021   | Oberhof                 | Germania    | SP                                                                              |
| 13 gennaio 2021  | Oberhof                 | Germania    | SP                                                                              |
| 24 gennaio 2021  | Anterselva              | Italia      | MS                                                                              |
| 14 marzo 2021    | Nové Město na Moravě    | Rep. Ceca   | MX (con Tiril Eckhoff, Marte Olsbu Røiseland e Tarjei Bø)                       |
| 4 dicembre 2021  | Östersund               | Svezia      | RL (con Sivert Guttorm Bakken, Tarjei Bø e Vetle Sjåstad Christiansen)          |
| 12 dicembre 2021 | Hochfilzen              | Austria     | RL (con Sturla Holm Lægreid, Tarjei Bø e Vetle Sjåstad Christiansen)            |
| 17 dicembre 2021 | Annecy Le Grand-Bornand | Francia     | SP                                                                              |
| 8 gennaio 2022   | Oberhof                 | Germania    | MX (con Tarjei Bø, Ingrid Landmark Tandrevold e Marte Olsbu Røiseland)          |
| 23 gennaio 2022  | Anterselva              | Italia      | RL (con Sturla Holm Lægreid, Tarjei Bø e Vetle Sjåstad Christiansen)            |
| 1º dicembre 2022 | Kontiolahti             | Finlandia   | RL (con Vetle Sjåstad Christiansen, Sturla Holm Lægreid e Tarjei Bø)            |
| 3 dicembre 2022  | Kontiolahti             | Finlandia   | SP                                                                              |
| 4 dicembre 2022  | Kontiolahti             | Finlandia   | PU                                                                              |
| 9 dicembre 2022  | Hochfilzen              | Austria     | SP                                                                              |
| 10 dicembre 2022 | Hochfilzen              | Austria     | RL (con Sturla Holm Lægreid, Filip Fjeld Andersen e Vetle Sjåstad Christiansen) |
| 11 dicembre 2022 | Hochfilzen              | Austria     | PU                                                                              |
| 15 dicembre 2022 | Annecy Le Grand-Bornand | Francia     | SP                                                                              |
| 6 gennaio 2023   | Pokljuka                | Slovenia    | SP                                                                              |
| 7 gennaio 2023   | Pokljuka                | Slovenia    | PU                                                                              |
| 11 gennaio 2023  | Ruhpolding              | Germania    | IN                                                                              |
| 13 gennaio 2023  | Ruhpolding              | Germania    | RL (con Sturla Holm Lægreid, Tarjei Bø e Vetle Sjåstad Christiansen)            |
| 15 gennaio 2023  | Ruhpolding              | Germania    | MS                                                                              |
| 20 gennaio 2023  | Anterselva              | Italia      | SP                                                                              |
| 21 gennaio 2023  | Anterselva              | Italia      | PU                                                                              |
| 22 gennaio 2023  | Anterselva              | Italia      | RL (con Sturla Holm Lægreid, Tarjei Bø e Vetle Sjåstad Christiansen)            |
| 2 marzo 2023     | Nové Město na Moravě    | Rep. Ceca   | SP                                                                              |
| 4 marzo 2023     | Nové Město na Moravě    | Rep. Ceca   | PU                                                                              |
| 16 marzo 2023    | Oslo Holmenkollen       | Norvegia    | SP                                                                              |
| 18 marzo 2023    | Oslo Holmenkollen       | Norvegia    | PU                                                                              |
| 19 marzo 2023    | Oslo Holmenkollen       | Norvegia    | MS                                                                              |
| 30 novembre 2023 | Östersund               | Svezia      | RL (con Endre Strømsheim, Tarjei Bø e Vetle Sjåstad Christiansen)               |
| 9 dicembre 2023  | Hochfilzen              | Austria     | PU                                                                              |
| 10 dicembre 2023 | Hochfilzen              | Austria     | RL (con Sturla Holm Lægreid, Tarjei Bø e Vetle Sjåstad Christiansen)            |
| 16 dicembre 2023 | Lenzerheide             | Svizzera    | PU                                                                              |
| 17 dicembre 2023 | Lenzerheide             | Svizzera    | MS                                                                              |
| 7 gennaio 2024   | Oberhof                 | Germania    | RL (con Sturla Holm Lægreid, Tarjei Bø e Endre Strømsheim)                      |
| 18 gennaio 2024  | Anterselva              | Italia      | IN                                                                              |
| 20 gennaio 2024  | Anterselva              | Italia      | MX (con Juni Arnekleiv, Karoline Offigstad Knotten e Tarjei Bø)                 |
| 8 marzo 2024     | Soldier Hollow          | Stati Uniti | RL (con Sturla Holm Lægreid, Tarjei Bø e Vetle Sjåstad Christiansen)            |
| 10 marzo 2024    | Soldier Hollow          | Stati Uniti | PU                                                                              |
| 15 marzo 2024    | Canmore                 | Canada      | SP                                                                              |
| 16 marzo 2024    | Canmore                 | Canada      | PU                                                                              |
| 17 marzo 2024    | Canmore                 | Canada      | MS                                                                              |
| 13 dicembre 2024 | Hochfilzen              | Austria     | SP                                                                              |
| 14 dicembre 2024 | Hochfilzen              | Austria     | PU                                                                              |
| 21 dicembre 2024 | Annecy Le Grand-Bornand | Francia     | PU                                                                              |
| 21 marzo 2025    | Oslo Holmenkollen       | Norvegia    | SP                                                                              |

Legenda:

IN = individuale

SP = sprint

PU = inseguimento

MS = partenza in linea

RL = staffetta

MX = staffetta mista

## Riconoscimenti
- Medaglia Holmenkollen (2021)[2]